# Ermesinde av Carcassonne
Ermesinde av Carcassonne, född 975, död 1058, var grevinna av Barcelona 991–1017 som gift med greve Ramon Borrell av Barcelona. Hon var Barcelonas regent 1018-1023 för sin minderåriga son Berenguer Ramon I, och mellan 1035 och 1039 för sin sonson Ramon Berenguer I.
Hon var dotter till greve Roger I av Carcassonne och Adelaide av Rouergue. 